# Kleiner Priepertsee
Der Kleine Priepertsee befindet sich in der Mecklenburgischen Seenplatte etwa 7,5 Kilometer südöstlich von Wesenberg entfernt.
Er gehört zum Neustrelitzer Kleinseenland und ist Teil der Havel. Die Größe des eiförmigen Sees beträgt etwa 300 mal 400 Meter. Der Zufluss befindet sich am nordöstlichen Ende des Sees und kommt vom Wangnitzsee sowie der Havel aus Richtung Wesenberg. Der Abfluss befindet sich am südwestlichen Ende und mündet in den Großen Priepertsee. Den Abfluss in den Großen Priepertsee nimmt man aufgrund seiner Breite kaum wahr. Der Zufluss vom Wangnitzsee hat dagegen einen kanalähnlichen Charakter.